# Antiguo templo de Atenea
El Antiguo templo de Atenea era un antiguo templo griego dedicado a Atenea Polias, la Atenea protectora de la ciudad, situado en la Acrópolis de Atenas. Estaba situado al norte del templo del Hecatompedón, que se levantaba en el emplazamiento del actual Partenón, y posteriormente del Prepartenón, y al sur del actual Erecteón.

## Historia
El primer templo de Atenea Polias, en el cual se rendía culto también a Erecteo, fue edificado durante el periodo geométrico sobre un palacio micénico. A este primer templo haría alusión Homero en dos pasajes, uno en la Ilíada y otro en la Odisea. Posteriormente, a fines del siglo VI a. C. se construyó otro templo de Atenea en el mismo lugar.
El edificio fue dañado por los persas durante la segunda guerra médica (480 a. C.), pero fue reparado poco después. Algunas partes de su entablamento se incorporaron al muro de fortificación de la Acrópolis. Se menciona en una inscripción datada hacia 470-450 a. C., por la cual se ha deducido que estaba asociado a la fiesta de las Plinterias. Fue víctima de un incendio de nuevo en 406 a. C., según un pasaje de Jenofonte (Helénicas I,6,1), después de la finalización del Erecteón, y nunca fue reconstruido.
El templo fue descubierto en 1885 y Wilhelm Dörpfeld fue el primero en identificarlo. Solo restan los cimientos de su lado sur, hacia el Erecteón, junto con las bases de dos columnas de piedra del templo geométrico. Al este del edificio, en el lecho de roca, se observan trazas del altar de Atenea correspondiente al templo. También se conservan partes de la decoración escultórica que se cree que pertenecían a este templo, en particular los restos de un frontón que representaba una gigantomaquia.

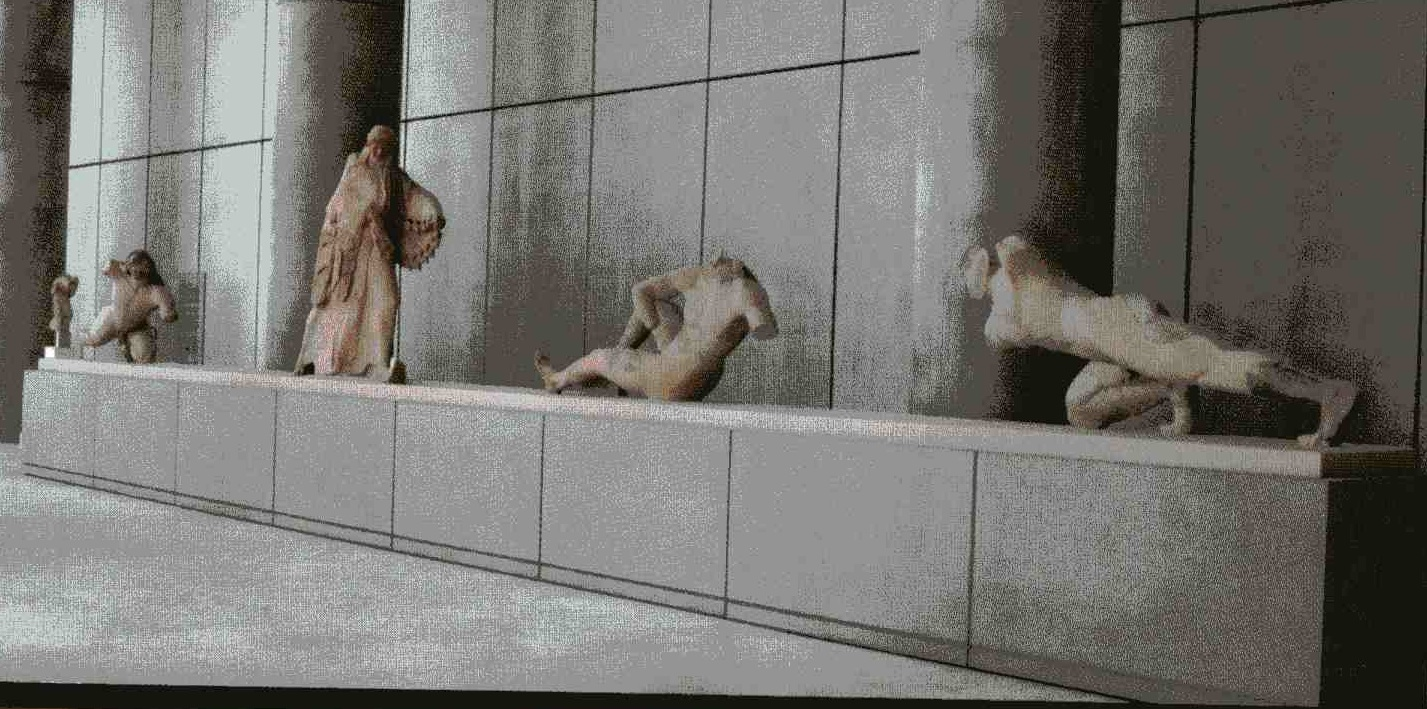
Decoraciones en el extremo oeste del triángulo principal del templo de Atenea Polias. Museo de la Acrópolis de Atenas.

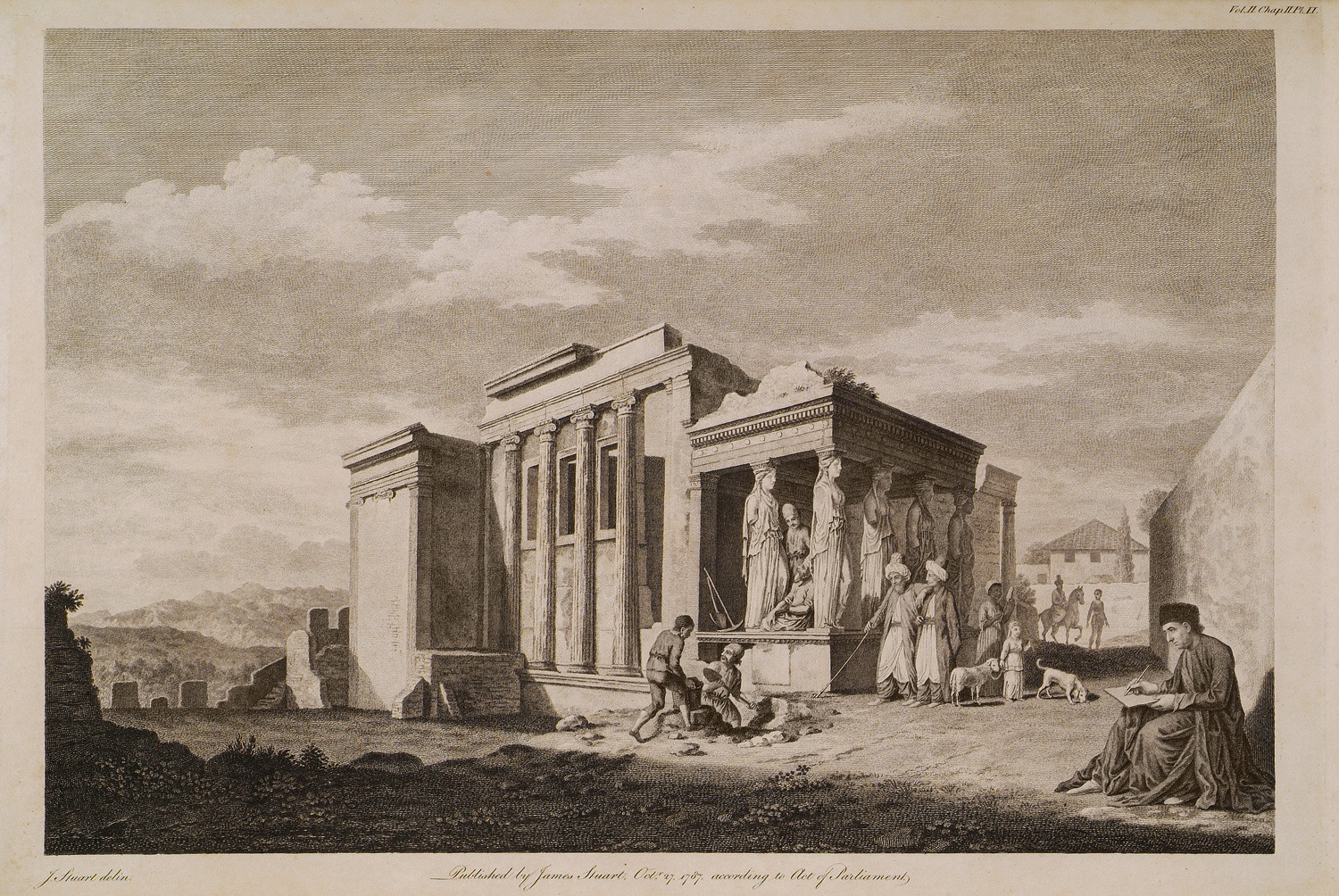
Antiguo Templo de Atenea y Pandrosio en la Acrópolis de Atena (1794).

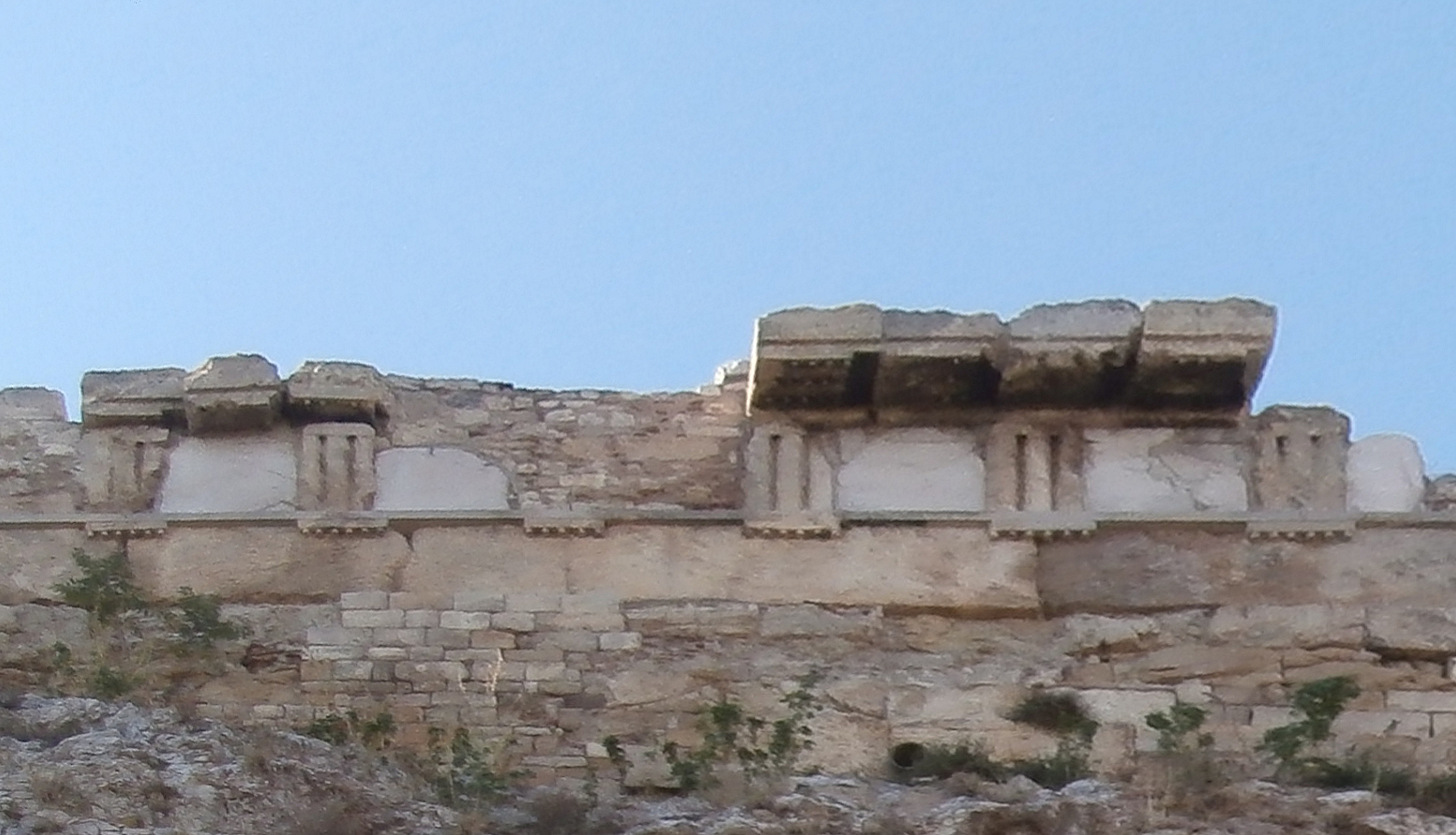
Restos del Antiguo Templo de Atenea construido en la muralla norte de la Acrópolis.

Se construyó en la época arcaica, hacia 529-520 a. C. Junto con el Hecatompedón, fue uno de los primeros edificios monumentales de la Acrópolis. Junto con el Hecatompedón, fue uno de los primeros edificios monumentales de la Acrópolis[2]. El templo estaba situado en el mismo emplazamiento que los templos anteriores del periodo geométrico y de finales del 600 a. C.
El templo fue destruido después de que los aqueménidas conquistaran y destruyeran toda Atenas en el 480 a. C. Posteriormente, el Erecteón, construido al norte del emplazamiento del templo, heredó el estatus del templo de Atenea Polias, aunque también estaba dedicado a otros cultos. Es posible que las ruinas del templo se tuvieran en cuenta en el trazado de templos posteriores, ya que no se construyó nada en el emplazamiento de las ruinas. En cambio, algunas de las ruinas del templo parecen haberse dejado en su lugar durante mucho tiempo. Sin embargo, algunas de las piedras del templo se utilizaron para construir la muralla de Temístocles al norte de la Acrópolis.
Las ruinas del templo se descubrieron durante unas excavaciones en la Acrópolis en la década de 1890.

## Descripción

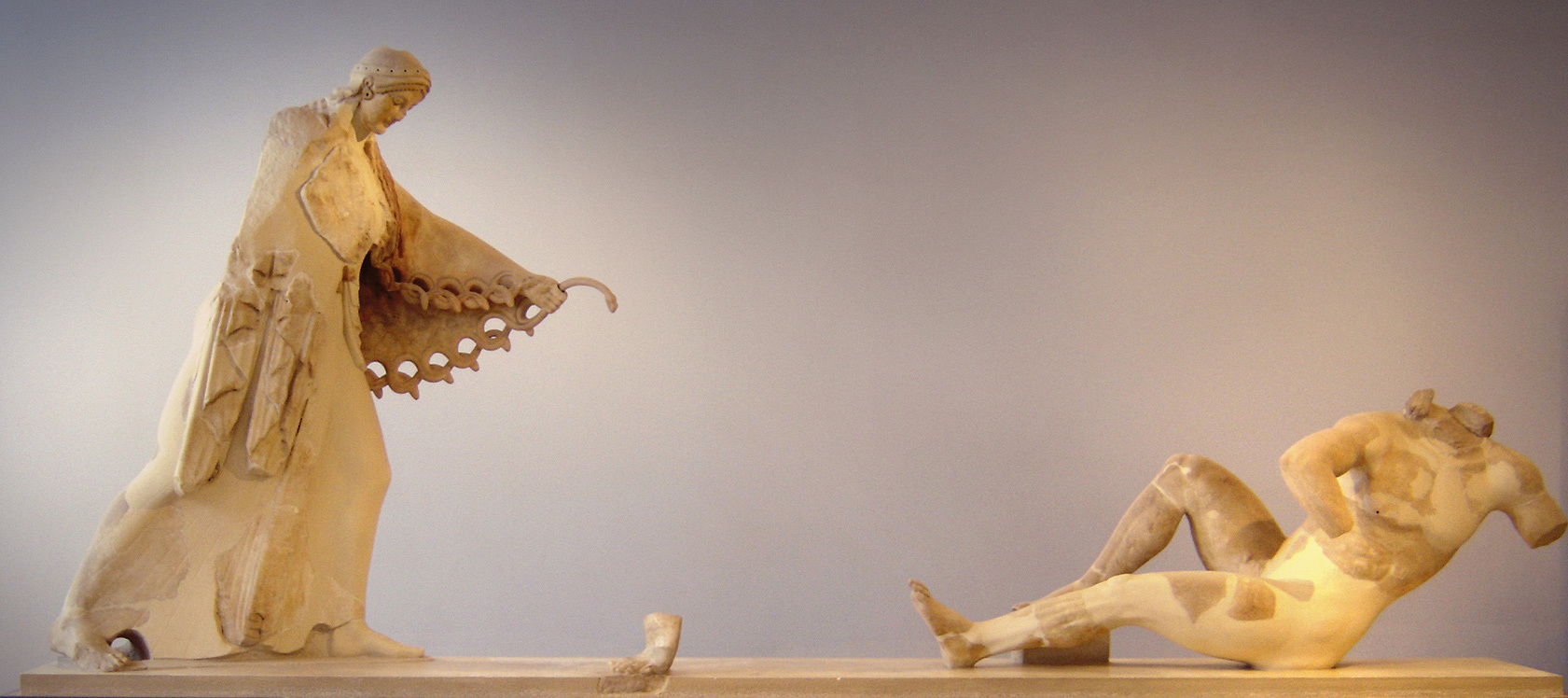
Atenea luchando contra un gigante, decoración de un frontón que se cree que pertenecía al antiguo templo de Atenea. Museo de la Acrópolis, Atenas.

El edificio era de piedra, rodeado por un pórtico de columnas de madera. Durante los años 600-590 a. C. se construyó la columnata de piedra y se hizo la decoración escultórica de los frontones con temas de Heracles. En la época de Pisístrato, hacia el 520 a. C., se reformó de nuevo y en uno de sus frontones se realizó una representación de la gigantomaquia, que tenía en la diosa Atenea su tema principal.
El templo era dórico y períptero, con 6 columnas en los lados cortos y 12 en los largos. los pronaos y opistodomos de sus extremos eran de estilo jónico. El estilóbato del templo medía unos 43,4 m de largo y 21,3 m de ancho. La disposición interior era bastante inusual. La parte este del templo constaba de un pronaos dístilo in antis y un naos dividido en tres naves por dos filas de columnas. La parte oeste de la cella constaba de tres cámaras.
Las metopas, cornisas y tejas eran de mármol, mientras que el resto del edificio fue construido con piedra caliza.
Se ha recuperado parte de su decoración escultórica, que se encuentra en el Museo de la Acrópolis.
El naos albergaba la estatua de culto de Atenea, un xoanon antiquísimo, realizado en madera de olivo, que representaba a la diosa. Esta estatua era muy venerada, puesto que se creía que había caído del cielo en la época de Erecteo. La estatua se salvó del saqueo aqueménida del año 480 a. C., ya que fue trasladada a Salamina, y posteriormente volvió a ser ubicada en la Acrópolis, en el Erecteón. Era vestida con un peplo nuevo cada año y tenía joyas de oro.
La cella del templo estaba dividida en dos partes, al igual que las cella del Partenón, el Partenón antiguo y el Erecteón. La cella oriental, a la que se accedía por el pronaos, tenía tres alas con dos filas de tres columnas en su interior. La cella occidental, a la que se accedía por el opistodomos, estaba dividida en tres salas.